# Vliegtuigramp bij Veckerhagen
Op 22 oktober 1965 vond er een vliegtuigramp plaats nabij Veckerhagen in de Duitse deelstaat Hessen met een Fairchild C-119 Flying Boxcar van de Belgische luchtmacht. Het vliegtuig stortte neer tijdens een nachtelijke militaire oefening. Bij de crash kwamen acht Belgische militairen om het leven.

## Context
Twee transportvliegtuigen van de Belgische luchtmacht vertrokken op 21 oktober 1965 vanaf de vliegbasis Melsbroek. Aan boord waren para’s van de kazerne uit Schaffen. Zij werden ingezet in het kader van de militaire oefening Horse Shoe van de Belgische Strijdkrachten in Duitsland.
Ongeveer een uur later kwamen de beide toestellen aan op Gütersloh RAF Station om zich voor te bereiden op een nachtelijke trainingsvlucht. Tijdens de trainingsvlucht zouden voorraden gedropt worden in de omgeving van Kassel.

## De crash
Op 22 oktober om 0 uur 30 minuten ‘s nachts vertrokken de twee C-119’s met vliegtuigregistratie CP-19 en CP-18 met een kwartier verschil vanaf  Gütersloh RAF Station. De vliegtuigen zetten koers richting Kassel voor een nachtelijke dropping van voorraden.
Om 1 uur 17 minuten nam boordcommandant Luc Mommer van de CP-19 radiocontact op met het grondpersoneel toen zijn vliegtuig zich in de omgeving van Walburg bevond. Het vliegtuig zette de daling in om de goederen te kunnen droppen, waarna het van de radar verdween.
Na de manoeuvre raakte het vliegtuig (CP-19) de bomen op een heuvel op een hoogte van ongeveer 405 meter. Het toestel stortte hierna neer en kwam tot stilstand op een hoogte van 360 meter boven zeeniveau. Bij de crash kwamen de vijf bemanningsleden en drie parachutisten om het leven.
Het tweede vliegtuig (CP-18), dat een kwartier later was opgestegen, merkte een vuur op in de buurt van de voorziene dropzone. De bemanning van de CP-18 stelde ook vast dat de voorziene drophoogte erg laag was. Na het droppen van de voorraden keerde de CP-18 terug naar Gütersloh. Daar vernamen ze dat het andere vliegtuig was neergestort.

## Slachtoffers
Aan boord van het verongelukte vliegtuig waren acht inzittenden, allen kwamen om het leven:
- kapitein-vlieger Luc Mommers
- commandant-vlieger Edgar Salteur
- kapitein-vlieger Roger Doffagne
- adjudant Fernand Lardot
- adjudant 1e Klas Roger Stevens
- 1e sergeant-majoor Louis Berwaerts
- sergeant Joseph Steemans
- sergeant-majoor Daniel Feller

## Oorzaak
Verschillende mogelijke oorzaken van het ongeval werden onderzocht; een defect aan de motoren, brand, overlading en een brandstoftekort. Géén van deze hypotheses kon bevestigd worden.
In een interview met Dakota News in 2005 wist Brigadegeneraal Albert Laforce, de toenmalige bevelhebber van de 15e Wing, te vertellen dat de Fairchild C-119 Flying Boxcar niet voldoende was uitgerust om dergelijke nachtelijke vluchten te kunnen uitvoeren. Als bevelhebber werd Laforce niet op de hoogte gebracht van het resultaat van het onderzoek.

## Herdenking
Op 27 oktober 1965 vond er een grote uitvaartplechtigheid plaats op de Vliegbasis Melsbroek. Talrijke hoogwaardigheidsbekleders woonden de plechtigheid bij.
In 2018 werd er op de plaats van de ramp een herdenkingskruis ingehuldigd door vertegenwoordigers van de para’s uit Schaffen, de 15e Wing, DAKOTA-club, nabestaanden en de Duitse autoriteiten.